# سنت کلیر اسپرینگز (آلاباما)
سنت کلیر اسپرینگز (به انگلیسی: St. Clair Springs) یک منطقهٔ مسکونی در ایالات متحده آمریکا است که در آلاباما واقع شده است. سنت کلیر اسپرینگز ۲۰۰٫۸۷ متر بالاتر از سطح دریا قرار دارد.